# France Football
France Football este o revistă de fotbal franceză, bisăptamânală care apare marțea și vinerea.  Este una dintre cele mai renumite publicații sportive din Europa acoperind toate ligile europene de fotbal. A fost publicată pentru prima dată în 1946.

## Principalele trofee acordate de France Football
Ballon d'Or (franceză pentru Balonul de Aur) este cel mai cunoscut premiu acordat de France Football. Premiul este acordat anual din 1956, iar primul jucător care la câștigat a fost Stanley Matthews.

## Jucătorul francez al anului
În fiecare an revista alege cel mai bun jucător al anului. Până în 1995 numai jucătorii francezi care jucau în Franța îl puteau câștiga, dar din 1996 și jucătorii francezi care joacă în afara țării îl pot câștiga.Din 2001 câștigătorii din anii trecuți aleg noul jucător al anului.
| Anul | Jucător              | Club           |
| ---- | -------------------- | -------------- |
| 1959 | Jules Sbroglia       | Angers         |
| 1960 | Raymond Kopa         | Stade Reims    |
| 1961 | Khennane Mahi        | Rennes         |
| 1962 | André Lerond         | Stade Français |
| 1963 | Yvon Douis           | Monaco         |
| 1964 | Marcel Artelesa      | Monaco         |
| 1965 | Philippe Gondet      | Nantes         |
| 1966 | Philippe Gondet      | Nantes         |
| 1967 | Bernard Bosquier     | Saint-Étienne  |
| 1968 | Bernard Bosquier     | Saint-Étienne  |
| 1969 | Hervé Revelli        | Saint-Étienne  |
| 1970 | Georges Carnus       | Saint-Étienne  |
| 1971 | Georges Carnus       | Saint-Étienne  |
| 1972 | Marius Trésor        | Ajaccio        |
| 1973 | Georges Bereta       | Saint-Étienne  |
| 1974 | Georges Bereta       | Saint-Étienne  |
| 1975 | Jean-Marc Guillou    | Angers         |
| 1976 | Michel Platini       | Nancy          |
| 1977 | Michel Platini       | Nancy          |
| 1978 | Jean Petit           | Monaco         |
| 1979 | Maxime Bossis        | Nantes         |
| 1980 | Jean-François Larios | Saint-Étienne  |
| 1981 | Maxime Bossis        | Nantes         |
| 1982 | Alain Giresse        | Bordeaux       |
| 1983 | Alain Giresse        | Bordeaux       |
| 1984 | Jean Tigana          | Bordeaux       |

| Anul | Jucător           | Club                |
| ---- | ----------------- | ------------------- |
| 1985 | Luis Fernández    | Paris Saint-Germain |
| 1986 | Manuel Amoros     | Monaco              |
| 1987 | Alain Giresse     | Marseille           |
| 1988 | Stéphane Paille   | Sochaux             |
| 1989 | Jean-Pierre Papin | Marseille           |
| 1990 | Laurent Blanc     | Montpellier         |
| 1991 | Jean-Pierre Papin | Marseille           |
| 1992 | Alain Roche       | Auxerre             |
| 1993 | David Ginola      | Paris Saint-Germain |
| 1994 | Bernard Lama      | Paris Saint-Germain |
| 1995 | Vincent Guérin    | Paris Saint-Germain |
| 1996 | Didier Deschamps  | Juventus            |
| 1997 | Lilian Thuram     | Parma               |
| 1998 | Zinedine Zidane   | Juventus            |
| 1999 | Sylvain Wiltord   | Bordeaux            |
| 2000 | Thierry Henry     | Arsenal             |
| 2001 | Patrick Vieira    | Arsenal             |
| 2002 | Zinedine Zidane   | Real Madrid         |
| 2003 | Thierry Henry     | Arsenal             |
| 2004 | Thierry Henry     | Arsenal             |
| 2005 | Thierry Henry     | Arsenal             |
| 2006 | Thierry Henry     | Arsenal             |
| 2007 | Franck Ribéry     | Marseille           |
| 2008 | Franck Ribéry     | Bayern München      |
| 2009 | Yoann Gourcuff    | Bordeaux            |
| 2010 | Samir Nasri       | Arsenal             |
| 2011 | Karim Benzema     | Real Madrid         |
| 2012 | Karim Benzema     | Real Madrid         |

## Antrenorul anului
În fiecare an revista alege cel mai bun antrenor francez al anului. Juriul acum este format din foști câștigători.
| - 1970: Albert Batteux - 1970: Mario Zatelli - 1971: Kader Firoud - 1971: Jean Prouff - 1972: Jean Snella - 1973: Robert Herbin - 1974: Pierre Cahuzac - 1975: Georges Huart - 1976: Robert Herbin - 1977: Pierre Cahuzac - 1978: Gilbert Gress - 1979: Michel Le Millinaire | - 1980: René Hauss - 1981: Aimé Jacquet - 1982: Michel Hidalgo - 1983: Michel Le Milinaire - 1984: Aimé Jacquet - 1985: Jean-Claude Suaudeau - 1986: Guy Roux - 1987: Jean Fernández - 1988: Guy Roux - 1989: Gérard Gili - 1990: Henryk Kasperczak - 1991: Daniel Jeandupeux | - 1992: Jean-Claude Suaudeau - 1993: Jean Fernández - 1994: Jean-Claude Suaudeau - 1995: Francis Smerecki - 1996: Guy Roux - 1997: Jean Tigana - 1998: Aimé Jacquet - 1999: Élie Baup - 2000: Alex Dupont - 2001: Vahid Halilhodžić - 2002: Jacques Santini - 2003: Didier Deschamps | - 2004: Paul Le Guen - 2005: Claude Puel - 2006: Pablo Correa - 2007: Pablo Correa - 2008: Arsène Wenger - 2009: Laurent Blanc - 2010: Didier Deschamps - 2011: Rudi Garcia - 2012: René Girard |